# U.S. Route 56
La U.S. Route 56 è una strada statunitense a carattere nazionale che corre da est ad ovest per 1.030 km attraverso gli Stati di Missouri, Kansas, Oklahoma, Texas e Nuovo Messico. Il termine orientale della strada è all'intersezione con la U.S. Route 71 a Kansas City (MO); il suo termine occidentale è all'intersezione colla U.S. Route 85 a Springer (NM).
Gran parte dell'attuale tracciato segue il percorso della Santa Fe Trail.